# МР-12
МР-12 (Д-75, Д-75М, Д-75МГ, М-175) — радянська одноступенева твердопаливна метеорологічна ракета. Висота підйому до 180 км і активне використання у геофізичних дослідженнях дозволяє віднести її також до класу геофізичних ракет.
Мала також дві модифікації МР-20 і МР-25 (М-250), зі збільшеною до 230—250 км висотою підіймання.

## Історія створення
Розроблена в ОКБ-9 заводу «Уралмаш» міста Свердловськ (тепер Єкатеринбург). Головний конструктор генерал-лейтенант-інженер Ф. Ф. Петров. Ведучий конструктор Віктор Петрович Тесленко. У її створенні брав участь також Голубєв Володимир Олексійович. Прототипом послужила керована тактична ракета Д-200 (3М1 «Онега») класу земля-земля з дальністю 50-70 км, яку не було прийнято на озброєння. На її базі на замовлення ЦАО, виданим в кінці 1959 року, була розроблена твердопаливна метеорологічна ракета Д-75. Висота підйому за первісним технічним завданням повинна була скласти 120 км. Звідси і друга назва МР-12. Однак реальна висота підйому ракети склала 150—180 км.
У зв'язку з передачею ракетної тематики з ОКБ-9 заводу «Уралмаш» в ОКБ-8 заводу ім. Калініна (Свердловськ), курирування розробки МР-12 з 1963 року було покладено на Інститут прикладної геофізики (ІПГ). Розробка цієї ракети була завершена до 1965 року.
До складу кожного комплексу крім твердопаливних ракет входили пускові установки, контрольно-пускове і допоміжне обладнання, радіолокаційні і радіотелеметричні станції прийому траєкторної і наукової інформації з борту ракет в польоті.
Подальше допрацювання і експлуатацію цієї ракети здійснювало науково-виробниче об'єднання «Тайфун» (А. А. Шидловський).
Вироблялися МР-12 на Петропавлівському заводі важкого машинобудування в Казахстані. Протягом всього терміну експлуатації комплексу МР-12 безперервно зростали вимоги вчених і дослідників до якості і об'єму бортових вимірювань, що викликало ускладнення і вдосконалення його конструкції. Для проведення відпрацювання моделей елементів ракетно-космічної техніки і ракетних досліджень було розроблено понад 50 типів головних частин і унікальних блоків наукової апаратури. На початку 60-х років конструкція головної частини ракети дозволяла розміщувати на її борту не більше одного приладу для вимірювання параметрів навколишнього середовища. На початку 90-х років конструкція головної частини вже забезпечувала розміщення 10-15 наукових приладів, розділення вимірювальних модулів в польоті і порятунок (приземлення) одного з вимірювальних модулів із зразками-свідками. Вченими і конструкторами НВО «Тайфун» була створена універсальна головна частина, здатна функціонувати з різними типами блоків наукової апаратури на різних ракетах серії МР. Це в значній мірі забезпечило світовий пріоритет радянських ракетних досліджень верхньої атмосфери Землі.

## Опис
МР-12 — некерована одноступенева твердопаливна ракета з аеродинамічними стабілізаторами. Корпус двигуна являє собою зварену трубу, закриту зверху знімним дном (кришкою); на нижньому дні закріплене сопло. Нижня частина корпусу довжиною 1300 міліметрів термічно ізольована. Використовуваний в 1960-і роки баліститний порох зумовив застосування вкладних зарядів. Шашки мають форму трубки з діаметром внутрішнього каналу 100 міліметрів і складаються з двох сегментів, з'єднаних еластичною прокладкою.
Пуск проводиться по траєкторії, близькій до вертикалі, зі стартової установки зі спіральними направляючими, що додають ракеті обертання навколо її поздовжньої осі. Функція обертання дає змогу виключити вплив асиметрії тяги двигунів і аеродинаміки корпусу ракети на траєкторію польоту. Збільшення цього обертання до 320 обертів в хвилину забезпечується нахилом двох поворотних плоских стабілізаторів, розташованих на протилежних сторонах ракети. Кут їх відхилення встановлюється в залежності від маси головної частини.

## Технічні характеристики ракет[2]МР-12, МР-20 та МР-25
| Повна маса                        | +1485 … 1620 кг |
| Тяга двигуна                      | 10360 кгс       |
| Час роботи РДТП                   | 21 ± 3 з        |
| Питомий імпульс палива            | 205 з           |
| Максимальне осьове перевантаження | до 23 g         |
| Швидкість обертання               | до 320 об / хв  |
| Маса головної частини             | 122-280 кг      |
| Маса цільової апаратури           | 50-100 кг       |
| Довжина (повна)                   | 8770 … 10370 мм |
| Калібр                            | 450 мм          |
| Висота підйому                    | 120-180 км      |

## Пуски
Восени 1961 та 1962 року ЗС СРСР провели серію ядерних випробувань у ближньому космосі (операції К-1-К-5). В операціях «К-3» і «К-4» восени 1962 року використовувалися по чотири ракети МР-12. Одні з них оснащувалися засобами реєстрації характеристик рентгенівського випромінювання, інші — нейтронного потоку, треті — електронних концентрацій (зондами Ленгмюра). Запуск ракет проводився в такий момент, при якому забезпечувалося знаходження ракет в момент ядерного вибуху у верхній точці траєкторії (130—140 км).
Пуски ракет МР-12 в операціях «К-3» і «К-4» були проведені в призначений час і по призначених траєкторіях. Апаратура для рентгенівських і нейтронних вимірювань в далекій зоні вибухів (на відстанях ~ 200 км від точки вибуху), встановлена в рятованих контейнерах, дозволила отримати інформацію про параметри цих випромінювань, яка доповнила дані вимірювань у ближній зоні.
Були створені 4 стартових комплекси: на полігоні «Капустин Яр» під Волгоградом, на острові Хейса в архіпелазі Земля Франца-Йосипа, на полігоні Емба (Казахстан) і на науково-дослідних суднах Гідрометслужби СРСР «Професор Зубов» і «Професор Візі».
На початку 70-х років перед конструкторами-ракетниками Гідрометслужби була поставлене завдання — розробити основні елементи порятунку спускового апарата для посадки на поверхню Марса. Ці елементи були розроблені, випробувані в експериментах на ракетах МР-12 і забезпечили успішні посадки апаратів на Марс.
За допомогою дослідних ракет були вивчені характеристики яскравості атмосфери Землі для врахування її впливу на роботу систем астрокоррекції космічних апаратів при управлінні ракетно-космічною технікою.
Іван Петрович Ракосій проводив пуски в першому рейсі першого в СРСР наукового судна-ракетоносця НДС «Професор Візі» в 1968 році, був головним інженером шахти 3-х унікальних комплексних експериментів «Сонце-Атмосфера» в тисячі дев'ятсот сімдесят одна, 1973 і 1976 роках (запуски понад 60 висотних дослідних ракет Д-75 МР в різних геофізичних умовах).
З 1967 по 1987 рік на станції ракетного зондування Волгоград c метою вимірювання вітру у верхній атмосфері методом штучних світних хмар проведено близько 30 пусків ракет МР-12. У період з 1968 по 1980 рік на острові Хейса (80° 37'пн, 58° 03' східної довготи) було здійснено близько 60 пусків ракет з утворенням ШСХ. Частина з них проводилася в рамках франко-радянських досліджень.
У період з 1966 по 1992 рік на висотах 100—240 км отримані дані по складу верхньої атмосфери за допомогою радіочастотних мас-спектрометрів, встановлених на радянських метеорологічних ракетах МР-12 і МР-20, а також за програмами міжнародної співпраці на індійських ракетах Centauere і французьких Dragon IIB і Veronique. Пуски проводилися на станціях ракетного зондування «Волгоград» (48° пн.ш.) і на острові Хейса (Земля Франца-Йосипа, 81° пн.ш.), на полігоні в Тумбі (Індія, геомагнітний екватор), а також на французьких полігонах в Ландах (Південний захід Франції, 44 ° пн. ш.) і в Куру (Французька Гвіана, 14° пн. ш.). Крім того, велику кількість пусків було проведено з бортів науково-дослідних суден «Професор Зубов» і «Професор Візі» в Атлантичному океані в діапазоні широт від 38° пд.ш. до 71° пн.ш. Всього за вказаний період було здійснено більше 200 результативних експериментів в різних геліогеофізичних умовах.
За роки експлуатації ракетного комплексу (1964–1997) за допомогою метеоракет МР-12 і їх наступних модифікацій МР-25 і МР-20 було здійснено понад 1200 пусків ракет з науковою апаратурою, в тому числі понад 100 запусків на висоти, що перевищують 200 км.